# 西合志町
西合志町（にしごうしまち）は、熊本県の北部にあった町で、菊池郡に属した。
2006年2月27日に合志町と合併し、合志市となったため消滅した。

## 地理
熊本県の北部内陸部に位置する。熊本市に隣接しており、ベッドタウンとして人口が増加傾向にある。

## 歴史
- 1889年4月1日 - 町村制実施により、野々島村、上生村、須屋村、御代志村、合生村が合併し西合志村が発足。
- 1966年10月1日 - 西合志村が町制施行、西合志町となる。
- 1992年6月1日 - 菊池郡泗水町と境界変更。
- 1992年12月1日 - 菊池郡泗水町と境界変更。
- 1997年9月1日 - 菊池郡泗水町と境界変更。
- 2006年2月27日 - 菊池郡合志町と合併し、市制施行して合志市となり消滅。

## 行政
- 町長：大住清昭（2002年3月16日就任）

## 地域

### 教育

#### 高等専門学校
- 熊本電波工業高等専門学校（国立）

#### 中学校
- 西合志町立西合志中学校
- 西合志町立西合志南中学校

#### 小学校
- 西合志町立西合志第一小学校
- 西合志町立西合志南小学校
- 西合志町立西合志中央小学校
- 西合志町立西合志東小学校

#### 特別支援学校
- 熊本県立菊池養護学校
- 熊本県立黒石原養護学校
- 熊本県立ひのくに高等養護学校

## 交通
最寄り空港は熊本空港。

### 鉄道
- 熊本電気鉄道
  - 菊池線：新須屋駅 - 須屋駅 - 三ツ石駅 - 黒石駅 - 熊本高専前駅 - 再春荘前駅 - 御代志駅

中心駅は御代志駅。かつては上記に加えて大池駅・辻久保駅も設置されていたが、両駅を含む区間は1986年に廃止されている。

### バス路線

#### 一般路線バス
- 熊本電気鉄道（熊本電鉄バス）
  - 熊本市 - 西合志町 - 菊池市

#### 高速バス
- 西合志バスストップ（九州自動車道上）
  - ひのくに号：福岡市・福岡空港 - 西合志 - 熊本市
  - ぎんなん号：北九州市 - 西合志
  - りんどう号：長崎市 - 西合志
  - さいかい号：佐世保市 - 西合志

### 道路
高速道路としては九州自動車道が町内を通っているが、町内にインターチェンジはない。最寄りインターチェンジは熊本インターチェンジもしくは植木インターチェンジ。

#### 一般国道
- 国道387号

#### 主要地方道
- 熊本県道30号大津植木線
- 熊本県道37号熊本菊鹿線

## 名所・旧跡・観光スポット・祭事・催事
- 黒松古墳群
- 弁天山公園

## 出身有名人
- うすた京介（漫画家）
- Kimeru（男性歌手・俳優）
- 藤本貴大（ショートトラックスピードスケート選手）
- 松永幹夫（JRA騎手）
- 渕上彩夏（モデル、タレント、女優）